# حزب المصريين
حزب المصريين (حزب الثورة المصرية سابقا) هو حزب سياسي يدعو إلى إقامة نظام برلماني رئاسي و«نظام قضائي مستقل» ونظام اقتصادي تتدخل فيه الدولة لمنع الاحتكار. يقوده حاليًا حسين أبو العطا
في 30 مايو 2019، تم تغيير اسم حزب الثورة المصرية إلى حزب المصريين

## روابط خارجية
- حزب المصريين